# Liigvalla
Koordinaten: 59° 0′ N, 26° 9′ O
Liigvalla (deutsch Löwenwolde) ist ein Dorf (estnisch küla) in der estnischen Landgemeinde Rakke im Kreis Lääne-Viru. Es hat 130 Einwohner (Stand 2000).

## Geschichte
Liigvalla liegt etwa 30 Kilometer von Tapa (Taps) entfernt. Das Dorf wurde erstmals 1282 unter dem Namen Lykewalde erwähnt. Seit 1558 ist der Gutshof te Liwol nachgewiesen. Er gehörte im Mittelalter zum Kloster Kärkna (Falkenau) und stand ab dem Ende des 16. Jahrhunderts in Privatbesitz. Das Gut wurde vor 1682 in die Güter Lewolde und Piipe aufgeteilt. Bis zur Mitte des 19. Jahrhunderts stand das Gut (mit Unterbrechungen) im Eigentum der deutschbaltischen Familie von Rehbinder.
Das repräsentative Herrenhaus im Stil des Spätbarock wurde 1797 fertiggestellt. Es entstand an Stelle eines Vorgängerbaus aus Holz. Das Herrenhaus wurde wahrscheinlich von dem Rostocker Architekten Johann Heinrich Bartholomäus Walter geplant, der für einige Zeit in Tartu (Dorpat) tätig war. Walter hat unter anderem auch das Tartuer Rathaus und die Herrenhäuser von Salla (Sall), Varangu (Wrangelshof) und Väätsa (Waetz) projektiert. Auf dem Sockelgeschoss mit Gewölben und einem Mittelgang steht das Hauptgeschoss. In der Mitte befindet sich der Saal, an den sich weitere Räume anschließen.
Von den wenigen Nebengebäuden des Guts ist das Verwalterhaus mit seinen barocken Dachfenstern erhalten, das unmittelbar neben dem Herrenhaus errichtet wurde. Ende des 18. Jahrhunderts wurde auch der natürlich belassene Park des Gutes angelegt.
Der deutschbaltische Adlige Nikolai von Schilling, dem das Gut Liigvalla gehörte, wurde mit der estnischen Landreform von 1919 enteignet. Anschließend war in dem Herrenhaus eine Schule untergebracht. Nach dem Ende der sowjetischen Besetzung und der Wiedererlangung der estnischen Unabhängigkeit wurde das Herrenhaus an einen Privatmann verkauft.

## Persönlichkeiten
Berühmtester Sohn des Ortes war der estnische Pädagoge Johann Jakob Nocks (1800–1890). Der Philologe und Arzt Friedrich Robert Faehlmann (1798–1850), der mit Nocks befreundet war, ging in Liigvalla zur Schule.